# Сан Леонардо (Порденоне)
Сан Леонардо је насеље у Италији у округу Порденоне, региону Фурланија-Јулијска крајина.
Према процени из 2011. у насељу је живело 737 становника. Насеље се налази на надморској висини од 219 м.